# My Romance
My Romance é uma música de autoria de Richard Rodgers e Lorens Hart. A canção foi tema do filme Billy Rose's Jumbo, de 1962.